# Nana Katase
Nana Katase  (片瀬 那奈?, Katase Nana) (Tokyo, 7 novembre 1981) è un'attrice e modella giapponese.
Ha interpretato Kiyomi Takada nel film Death Note - Il film - L'ultimo nome. Ha anche pubblicato alcuni album. "Fantasy'" è stata una delle sue canzoni ed è stata introdotta nella terza sigla d'apertura di Hikaru no go. Ha interpretato Megumi Yokota da adulto.

## Filmografia

### Cinema
- Calmi cuori appassionati (Reisei to jônetsu no aida), regia di Isamu Nakae (2001)
- Death Note - Il film: L'ultimo nome (Death Note - Desu nôto: The Last Name), regia di Shūsuke Kaneko (2006)
- Kimi ni shika kikoenai, regia di Tatsuya Hagishima (2007)
- 20th Century Boys 1: Beginning of the End (20 seiki shōnen: Dai 1 shō - Owari no hajimari), regia di Yukihiko Tsutsumi (2008)
- 20th Century Boys 2: The Last Hope (20 seiki shōnen: Dai 2 shō - Saigo no kibō), regia di Yukihiko Tsutsumi (2009)
- 20th Century Boys 3: Redemption (20-seiki shonen: Saishu-sho - Bokura no hata), regia di Yukihiko Tsutsumi (2009)
- Gekijouban Trick: Reinouryokusha batoru roiyaru, regia di Yukihiko Tsutsumi (2010)
- Saibanchou! Koko wa choueki 4-nen de dousuka, regia di Keisuke Toyoshima (2010)
- Jîn warutsu, regia di Kentarô Ohtani (2011)
- Arakawa Under the Bridge (Arakawa andā za burijji), regia di Ken Iizuka (2012)
- Yamikin Ushijima-kun, regia di Masatoshi Yamaguchi (2012)
- HK Hentai Kamen, regia di Yūichi Fukuda (2013)
- Niryû shôsetsuka: Shiriarisuto, regia di Nobuaki Izaki (2013)
- Kurage hime, regia di Taisuke Kawamura (2014)
- Ai amu a hîrô, regia di Shinsuke Sato (2015)
- HK: Hentai Kamen - Abnormal Crisis, regia di Yūichi Fukuda (2016)
- Koinowa: Konkatsu Cruising, regia di Shūsuke Kaneko (2017)

### Televisione
- Great Teacher Onizuka – serie TV, episodio 1x13 (1998)
- Tengoku no kiss – serie TV, 10 episodi (1999)
- Koori no sekai – serie TV, 11 episodi (1999)
- Fly: Kuukou gakuen gurafiti – serie TV (2000)
- Hanamura Daisuke – serie TV, episodio 1x07 (2000)
- 2001 nen no otoko un – serie TV, 11 episodi (2001)
- Dekichatta kekkon – serie TV, 11 episodi (2001)
- Pretty Girls – miniserie TV (2002)
- Rasuto kurisumasu – serie TV, 11 episodi (2004)
- Fukigen na jiin – serie TV, episodi 1x04-1x05-1x07 (2005)
- Rikon bengoshi – serie TV, 11 episodi (2005)
- Jukunen rikon – serie TV, 9 episodi (2005)
- Kobayakawa Nobuki no koi – miniserie TV (2006)
- Reunion: Megumi Yokota's Wish, regia di Manami Wakabayashi – film TV (2006)
- Teppan shôjo akane!! – serie TV (2006)
- Nobunaga no hitsugi, regia di Haruhiko Mimura – film TV (2006)
- Hyakunin no Ijin – serie TV (2006)
- Abarenbô mama – serie TV, 10 episodi (2007)
- Kimi hannin ja naiyo ne? – serie TV, episodio 1x05 (2008)
- Bloody Monday – serie TV, 4 episodi (2008)
- Reset, regia di Koichi Okamoto e Tsukasa Shirakawa – film TV (2009)
- Uta no onii san – serie TV (2009)
- Chôshoku-tei, regia di Naosuke Kurosawa – film TV (2009)
- Kochira Katsushika-ku Kameari kōen-mae hashutsujo – serie TV, episodio 1x04 (2009)
- Ghost Friends – serie TV (2009)
- Nakanai to kimeta hi – serie TV (2010)
- Puro gorufâ Hana – serie TV, 13 episodi (2010)
- Hammer Session! – serie TV, episodio 1x08 (2010)
- Yamikin Ushijima-kun – serie TV (2010)
- Gaikôkan Kuroda Kôsaku – serie TV, 9 episodi (2011)
- Ikemen desu ne – serie TV, episodio 1x01 (2011)
- Arakawa Under the Bridge – serie TV, 10 episodi (2011)
- Kaeru no ôjosama – serie TV, 11 episodi (2012)

### Videogiochi
- Yakuza 5 (2012) (Mayumi)